# Новый Пахарь (Гомельская область)
Новый Пахарь (бел. Новы Пахар) — деревня в Старосельском сельсовете Рогачёвского района Гомельской области Беларуси.

## География

### Расположение
В 12 км на север от районного центра и железнодорожной станции Рогачёв (на линии Могилёв — Жлобин), 133 км от Гомеля.

## Транспортная сеть
Транспортные связи по просёлочной, затем автомобильной дороге Старое Село — Рогачёв. Застройка деревянная, усадебного типа.

## История
Основана в начале 1920-х годов переселенцами из соседних деревень на бывших помещичьих землях. В 1931 году жители вступили в колхоз. Согласно переписи 1959 года в составе подсобного хозяйства районного объединения «Сельхозхимия» (центр — деревня Станьков).

## Население

### Численность
- 2004 год — 2 хозяйства, 3 жителя.

### Динамика
- 1959 год — 29 жителей (согласно переписи).
- 2004 год — 2 хозяйства, 3 жителя.